# Stefan Lainer
Stefan Lainer, född 27 augusti 1992, är en österrikisk fotbollsspelare som spelar för Red Bull Salzburg.

## Klubbkarriär
Den 19 juni 2019 värvades Lainer av Borussia Mönchengladbach, där han skrev på ett femårskontrakt. Den 8 juni 2025 blev Lainer klar för en återkomst i Red Bull Salzburg, där han skrev på ett tvåårskontrakt.

## Landslagskarriär
Lainer debuterade för Österrikes landslag den 28 mars 2017 i en 1–1-match mot Finland, där han blev inbytt i halvlek.